# Nel Bradley
Rich Enel (Nel) Franklin Bradley (Paramaribo, 7 de abril de 1931 - Commewijne, 28 de diciembre de 1986) fue un periodista y escritor de Surinam. Publicó una colección de historias y poemas: "Obia a no'f joe no spit na' ini" ("Ocúpate de tus problemas", 1968). El libro es especialmente relevante por la atención explícita a una serie de temas que fueron taboo durante muchos años: bonu, luku, wisti y winti (creencias y rituales de la religión africana y de la magia negra). El libro se encuentra escrito en neerlandés-surinamés y se ilustran la sabiduría de los Odo (proverbios).